# Timbres de France 2000
Cet article recense les timbres de France émis en 2000 par La Poste.

## Généralités

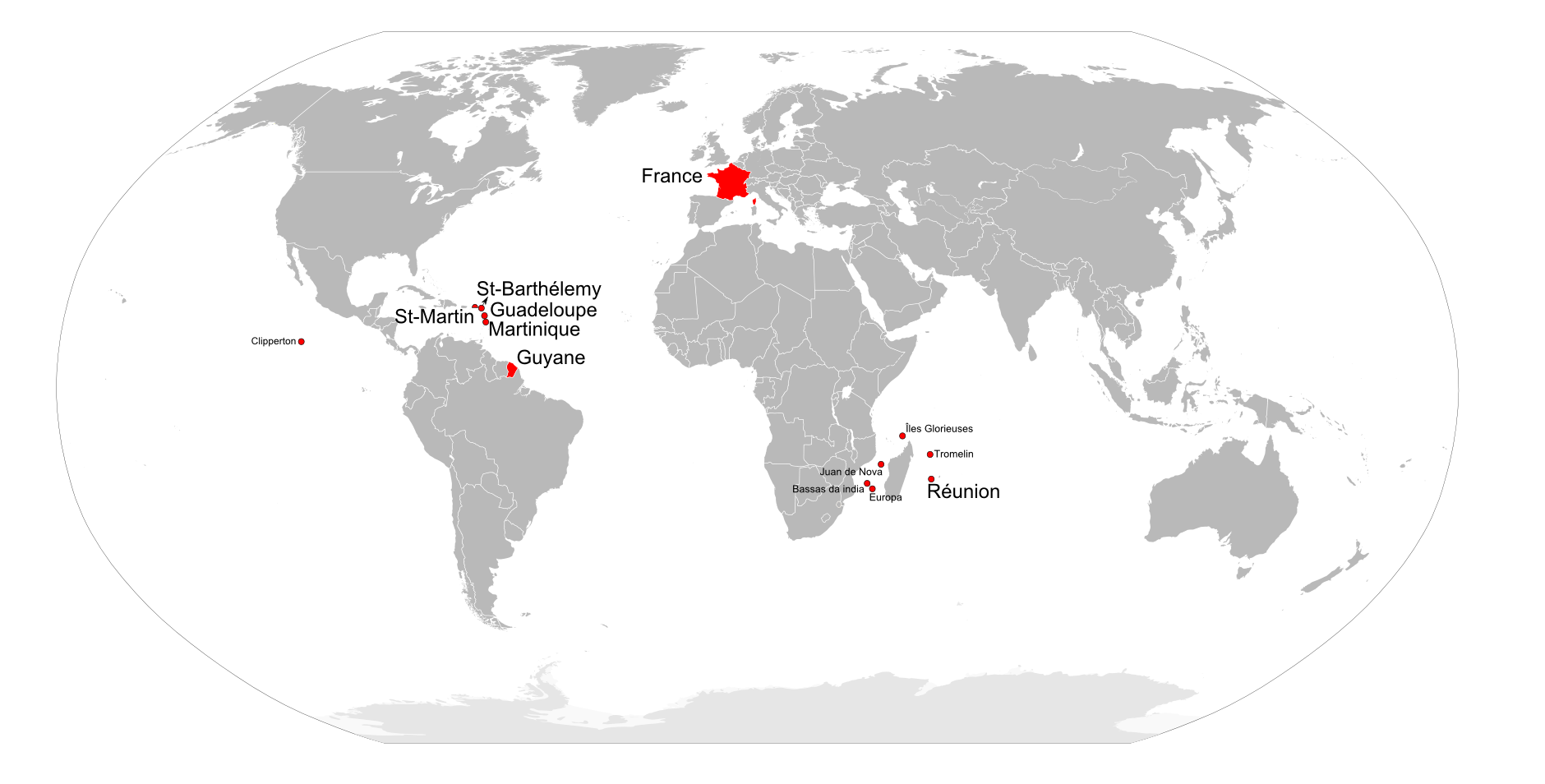
Lieu d'utilisation des timbres de France. Pour les territoires inhabités, l'utilisation est théorique, mais possible par les missions militaires et scientifiques.

Les émissions portent la mention « RF La Poste 2000 ». La mention du pays sous la forme « RF » pour République française contrevient aux recommandations de l'Union postale universelle de donner ce nom en alphabet latin et en entier.
Comme depuis 1999, la valeur faciale est libellée en franc français (FRF) ainsi qu'en euro dans une police plus petite, afin de préparer le public à l'introduction de l'euro fiduciaire le 1er janvier 2002.
Ces timbres sont en usage sur le courrier au départ de la France métropolitaine, de la Corse et des quatre départements d'outre-mer (Guadeloupe, Guyane, Martinique et Réunion).
Le programme philatélique de France pour 2000 a été fixé par des arrêtés du ministère de l'Industrie et appliqué par le Service national du timbre-poste et de la philatélie (SNTP). Les timbres sont imprimés par l'Imprimerie des timbres-poste et valeurs fiduciaires, près de Périgueux, qui est signifié sur les timbres par le sigle ITVF imprimé en dessous de l'illustration.

### Tarifs
En 2000, sont appliqués les tarifs postaux en francs du 18 mars 1996, simplement converti en euro le 1er janvier 2002 et en vigueur jusqu'au 1er juin 2003. Voici les tarifs qui pouvaient être réalisés avec un seul timbre, un bloc ou carnet entier émis en 2001 au départ de la métropole :
Tarifs intérieurs :
- 2,70 FRF : écopli de moins de 20 grammes
- 3 FRF : lettre de moins de 20 grammes
- 4,50 FRF : lettre de 20 à 50 grammes
- 6,70 FRF : lettre de 50 à 100 grammes

Tarifs pour l'étranger :
- 3 FRF : lettre de moins de 20 grammes vers la zone 1 (Europe occidentale)
- 4,40 FRF : lettre de moins de 20 grammes vers la zone 4 (Amériques du Nord et centrale, Proche- et Moyen-Orient et Asie centrale)
- 5,20 FRF : lettre de moins de 20 grammes vers la zone 6 (Océanie)
- 15 FRF : lettre du 3e échelon de poids vers la zone 6

### Ventes
Les six timbres commémoratifs de feuille émis en 2000 les plus vendus ont été (sans tenir compte des blocs et carnets, d'après chiffres de vente connus au moment de l'édition 2005-2006 du catalogue Dallay) :
- 2,70 FRF « papillon sardanapale » : 19,7 millions d'exemplaires,
- 3 FRF « Le phare du bout du monde » : 19,3 millions,
- 3 FRF « Fête du timbre : Tintin et Milou » : 15,3 millions,
- 3 FRF « Bonne année » et 3 FRF « Meilleurs vœux » : 13,7 millions chacun,
- 3 FRF « Raymond Peynet » : 12,87 millions.

Les timbres de 2,70 FRF (écopli de moins de 20 grammes) et 3 FRF (lettre simple de moins de 20 grammes) restent les plus vendus. Parmi les autres timbres de 3 FRF correspondant au tarif le plus courant, deux timbres dépassent les 11 millions d'exemplaires vendus, quatre les 10 millions, neuf les 9 millions, deux les 8 millions. Les timbres à surtaxe « Personnages célèbres » et « Croix-Rouge » ne dépassent pas le million et demi d'exemplaires chacun.
Pour les tarifs supérieurs, deux 4,50 FRF (lettre simple de 20 à 50 grammes) dépassent les 6 millions d'exemplaires : deux timbres sur des plantes (« Pervenche de Madagascar » et « tulipa lutea » (série Nature de France). Les neuf autres timbres se sont vendus entre 3 et 5,6 millions d'exemplaires.
Les chiffres de vente des carnets et des blocs sont variables selon le nombre de timbres, le coût de la surtaxe pour la Croix-Rouge et le succès des timbres correspondant vendus à l'unité. La communication réalisée par La Poste autour de la nouvelle série annuelle Le Siècle au fil du timbre font de ces blocs de dix timbres les blocs et carnets les mieux vendus émis en 2000 avec plus de 5,4 millions d'exemplaires vendus. En cumulant les nombres de vente des timbres de feuille avec les timbres de carnet ou bloc, certaines émissions multi-formes dépassent les quarante millions d'exemplaires individuels écoulés :
- Nature de France - regards sur la nature : 55 millions de timbres au total pour quatre types et deux formes de vente différents,
- Fête du timbre - Tintin et Milou : 24 millions de timbres de même illustration vendus sous trois formes différentes.

Ci-dessous les chiffres de vente d'après ceux publiés dans le catalogue Dallay 2005-2006. Pensez à signaler entre parenthèses votre source si vous modifiez cette liste qui permet de vérifier le texte ci-dessus.
- 2,70 FRF :
  - Nature de France - papillon sardanapale : 19,7 millions
- 3 FRF :
  - Le phare du bout du monde : 19,3 millions
  - Cœur d'Yves Saint-Laurent (visage) : 8 millions
  - Cœur d'Yves Saint-Laurent (serpents) : 10,8 millions
  - Banque de France : 9,15 millions
  - Corps préfectoral : 8,6 millions
  - Carcassonne : 10 millions
  - Fête du timbre : Tintin et Milou : 15,3 millions
  - Parlement de Bretagne : 9,5 millions
  - Félicitations : ?
  - Saint-Guilhem-le-Désert : 9,7 millions
  - Europa 2000 : 9 millions
  - Nevers : 9,4 millions
  - Conquête de l'Annapurna : 9,4 millions
  - Bonnes vacances : 9,43 millions
  - Abbaye d'Ottmarsheim : 9,6 millions
  - Nature de France - girafe réticulée : 11,1 millions
  - Nature de France - allosaure : 10,85 millions
  - Antoine de Saint-Exupéry : 11,9 millions
  - Le Train jaune : 10 millions
  - 2001 nouveau millénaire : vendu à 4 933 796 exemplaires
  - Kiwi austral : 9,3 millions
  - Raymond Peynet : 12,87 millions
  - Bonne année : 13,7 millions
  - Meilleurs vœux : 13,7 millions
  - Croix-Rouge : 1,3 million
- 4,40 FRF :
  - Frère Alfred Stanke : 3,05 millions
- 4,50 FRF
  - Pervenche de Madagascar : 6,8 millions
  - Henry Louis Duhamel du Monceau : 5,3 millions
  - Nature de France - tulipa lutea : 6,7 millions
  - Folklores : 5,55 millions
  - Métallurgie : 4,5 millions
- 5,20 FRF
  - Faucon crécerellette : 3 millions
- 6,70 FRF
  - Sandro Botticelli : 4,9 millions
  - Camille Claudel : 4,5 millions
  - Gaston Chaissac : 3,14 millions
  - Mosaïque carolingienne : 4,93 millions
- Blocs et carnets :
  - Cœur d'Yves Saint-Laurent (bloc de cinq) : 1,667 million de blocs
  - Cœur d'Yves Saint-Laurent (carnet de dix) : 1,72 million de carnets
  - Fête du timbre : Tintin et Milou (bloc d'un) : 1,65 million de blocs
  - Fête du timbre : Tintin et Milou (carnet de sept) : 1,05 million de carnets
  - Le Siècle au fil du timbre : sport (bloc de dix) : 5,9 millions de blocs
  - Collection Jeunesse : voitures anciennes (bloc de dix) : 3,065 millions de blocs
  - Nature de France (bloc de quatre) : 1,7 million de blocs
  - Jeux olympiques de Sydney (diptyque) : 10,4 millions de diptyques
  - Jeux olympiques de Sydney (bloc de cinq diptyques) : 2,5 millions de blocs
  - Personnages célèbres (6 timbres en vente indivisible) : 885 000 séries
  - Personnages célèbres (carnet de six) : 768 270 carnets
  - Le Siècle au fil du timbre : société (bloc de dix) : 5,42 millions de blocs
  - Croix-Rouge (carnet de dix) : 660 000 carnets
- Total pour les séries de timbres :
  - Cœur d'Yves Saint-Laurent (2 timbres, 1 bloc) : 44,3 millions de timbres
  - Fête du timbre : Tintin et Milou (1 timbre, 1 bloc, 1 carnet) : 24,3 millions de timbres
  - Nature de France (4 timbres, 1 bloc) : 55,15 millions de timbres
  - Jeux olympiques de Sydney (1 diptyque, 1 bloc) : 45,8 millions de timbres
  - Personnages célèbres (1 série de six, 1 carnet) : 9,19 millions de timbres
  - Croix-Rouge (1 timbre, 1 carnet) : 7,9 millions de timbres

## Légende
Pour chaque timbre, le texte rapporte les informations suivantes :
- date d'émission, valeur faciale et description,
- formes de vente,
- artistes concepteurs et genèse du projet,
- manifestation premier jour,
- date de retrait, tirage et chiffres de vente,

ainsi que les informations utiles pour une émission donnée.

## Janvier

### Le phare du bout du monde -1erjanvier 2000

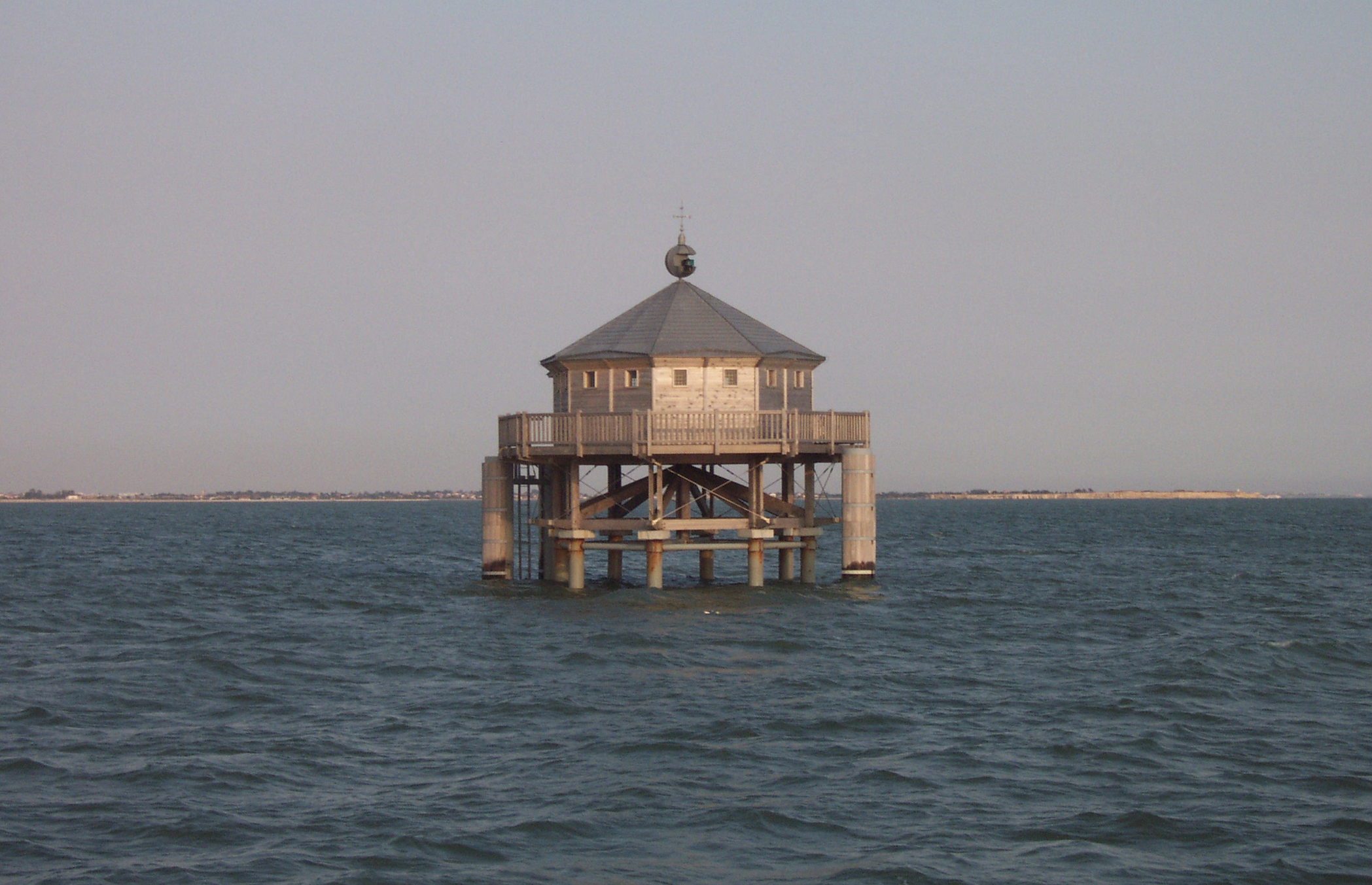
La réplique de La Rochelle.

Le 3 janvier, est émis un timbre de 3 FRF (0,46 €) pour l'inauguration d'une réplique du phare du bout du monde (typographié sur le timbre « Le Phare du Bout du Monde »). Il rappelle l'existence du phare de San Juan de Salvamento, dans l'archipel de la Terre de Feu qui inspira un roman de Jules Verne. Les deux phares sont représentés de nuit et reliés par le titre du timbre donnant la date de l'inauguration du phare de La Rochelle.
Le timbre est dessiné par Claude Andréotto pour une impression en héliogravure en feuille de quarante unités.
Il est retiré de la vente le 13 octobre 2000 après la vente d'environ 19,3 millions d'exemplaires.

### Cœur d'Yves Saint-Laurent
Le 10 janvier, pour la Saint-Valentin, sont émis deux timbres de 3 FRF (0,46 €) en forme de cœur et un bloc, dessinés pour la première fois par un couturier célèbre. Le premier timbre montre deux serpents enlacés et reconstituant ainsi la forme d'un cœur, ceci sur fond de roses foncées. Le second timbre est vert et illustré sur sa partie droite d'un profil dont les lèvres sont en forme de cœur rouge.
Les timbres sont l'œuvre du couturier Yves Saint Laurent. Ils sont imprimés en héliogravure en feuille de trente exemplaires gommés, en carnet mixte de dix timbres autocollants et en un bloc de trois timbres aux serpents et deux timbres au visage (avec la phrase sur le feuillet rose : « Le Cœur ne me quitte jamais »).
L'ensemble des formes de vente sont retirées de la vente le 9 février 2001. Environ 8 millions de timbres « Cœur Visage » et 10,8 millions de « Cœur Yves Saint-Laurent » (serpents) sont vendus à l'unité ; 1,72 million de carnets et 1,667 blocs ont également trouvé preneur. En tout, il s'est vendu environ 44,33 millions de timbres individuels.

### Banque de France 1800-2000
Le 17 janvier, est émis un timbre commémoratif de 3 FRF (0,46 €) pour le bicentenaire de la Banque de France, créée le 18 janvier 1800 par le Premier consul Napoléon Bonaparte. Le timbre montre le portail d'entrée du siège, rue de la Vrillière, à Paris. Devant ce portail, sont disposés dans les coins inférieurs du timbre les quatre derniers billets en francs par la Banque de France.
Dessiné par Jean-Paul Cousin, le timbre est imprimé en offset en feuille de cinquante.
Environ 9,15 millions de timbres sont écoulés avant le retrait du 8 septembre 2000.

## Février

### Couzinet 70
Le 14 février, est émis un timbre de poste aérienne de 50 FRF (7,62 €) représentant un Couzinet 70, modèle d'avion en service pendant les années 1930. L'appareil survole l'océan sur le timbre, rappelant que, pendant le premier vol d'un Couzinet 70, Jean Mermoz et René Couzinet traverse l'océan Atlantique entre le Sénégal et le Brésil.
Le timbre est dessiné par Jame's Prunier et mis en page par Charles Bridoux. Il est imprimé en héliogravure en feuille de dix et de quarante exemplaires.
Il est retiré de la vente le 13 juin 2003. Aucun timbre d'une aussi forte valeur faciale n'a été émis depuis lors.

### Corps préfectoral An VIII-2000
Le 18 février, est émis un timbre de 3 FRF (0,46 €) pour le bicentenaire du Corps préfectoral par la loi du 28 pluviôse an VIII  (17 février 1800), pendant le Consulat à l'initiative de Napoléon Bonaparte. La marge extérieure de l'illustration porte des feuilles jaunes de chêne et d'olivier sur un fond bleu foncé et, à l'intérieur de ce cadre, est reconnaissable une allégorie de la République en toge et tenant une épée dans la main droite.
Le timbre est mis en page par Jean-Paul Cousin pour une impression en héliogravure en feuille de cinquante.
Le timbre est retiré de la vente le 8 septembre 2000 après avoir été vendu à environ 8,6 millions d'exemplaires.

### Sandro Botticelli,Vénus et les Grâces offrant des présents à une jeune fille

La fresque entière. L'extrait reproduit sur le timbre comprend les deux personnages les plus à gauche.

Le 28 février, est émis un timbre artistique de 6,70 FRF (1,02 €) reproduisant Vénus et les Grâces offrant des présents à une jeune fille, une fresque que Sandro Botticelli réalisa dans une villa de Florence à la fin du XVe siècle. Seules, les deux personnages les plus à gauche sont repris sur le timbre.
L'œuvre de Botticelli est mise en page par Charles Bridoux. Le timbre est imprimé en héliogravure en feuille de trente exemplaires.
Environ 4,9 millions de timbres sont écoulés jusqu'au retrait du 12 janvier 2001.

## Mars

### Carcassonne - Aude
Le 6 mars, est émis un timbre touristique de 3 FRF (0,46 €) reproduisant un dessin mettant en valeur la Cité de Carcassonne, dans l'Aude, monument classé au Patrimoine mondial par l'Unesco. Des couleurs orangées sont dominantes pour un paysage vu sous un soleil couchant.
Le timbre est dessiné par Charles Bridoux et est imprimé en héliogravure en feuille de vingt.
Le retrait a lieu le 13 octobre 2000 et environ 10 millions de timbres sont vendus.

### Fête du timbre: Tintin
Le 13 mars, dans le cadre de la Fête du timbre, est émis sous quatre formes un timbre de 3 FRF (0,46 €) reproduisant le héros de bande dessinée Tintin et son chien Milou. Ils courent ensemble sur fond d'un rectangle jaune sur fond blanc. Ce timbre existe sous la forme d'un timbre à surtaxe de 0,60 FRF au profit de la Croix-Rouge française (3 exemplaires dans le carnet et sur le bloc). La couverture du carnet présente neuf personnages et cinq animaux héros successifs des Aventures de Tintin, tandis que le timbre à surtaxe est entouré sur le bloc des personnages récurrents du capitaine Haddock (et de quelques-unes de ses insultes), du professeur Tournesol, de Dupond et Dupont et du majordome Nestor.
Le dessin est extrait de l'œuvre d'Hergé avec l'autorisation des éditions Moulinsart. Les deux types de timbres (sans et avec surtaxe) sont imprimés en héliogravure. Ils sont conditionnés en feuille de quarante timbres sans surtaxe, en un carnet de quatre timbres sans surtaxe se-tenant à trois timbres avec surtaxe, et en un bloc-feuillet illustré d'un timbre avec surtaxe.
Timbres de feuille et carnets sont retirés de la vente le 13 octobre 2000 après la vente d'environ 15,3 millions de timbres et environ 1,05 million de carnets. Le bloc est vendu jusqu'au 10 novembre 2000 et environ 1,65 million d'exemplaires en ont été vendus. En tout, ce sont 24,3 millions de timbres individuels qui ont ainsi été vendus.

### Parlement de Bretagne - Rennes

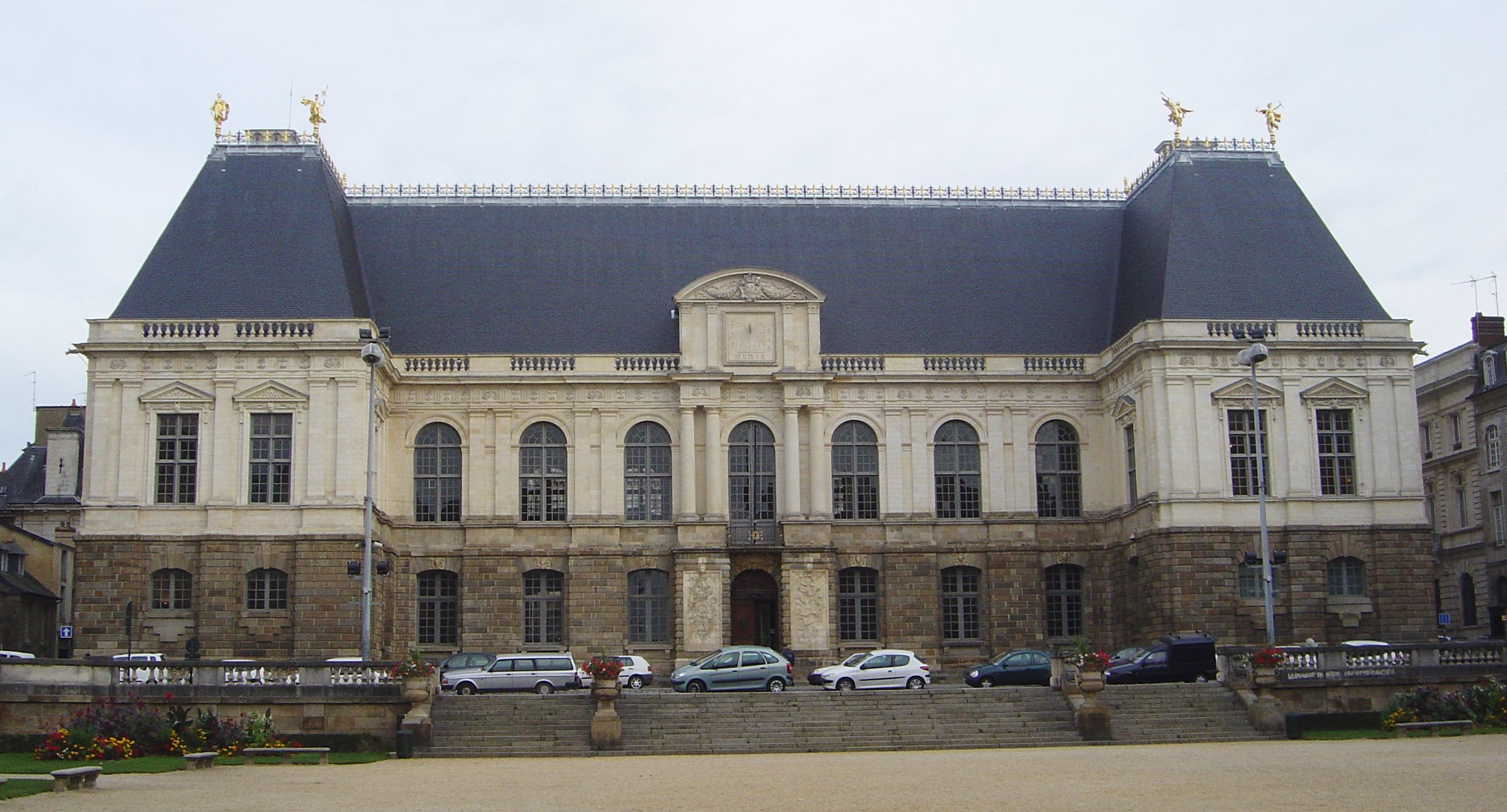
La façade du Parlement de Bretagne.

Le 27 mars, est émis un timbre de 3 FRF (0,46 €) représentant le Parlement de Bretagne, monument historique de Rennes et siège de la cour d'appel de cette ville. L'émission marque par un arc-en-ciel et un fond orange et doré la fin des travaux de reconstruction du bâtiment détruit par un incendie en février 1994.
Le timbre est dessiné par Louis Briat. Il est imprimé en héliogravure en feuille de quarante unités.
Environ 9,5 millions d'exemplaires sont vendus avant le retrait du 13 octobre 2000.

### Pervenche de Madagascar

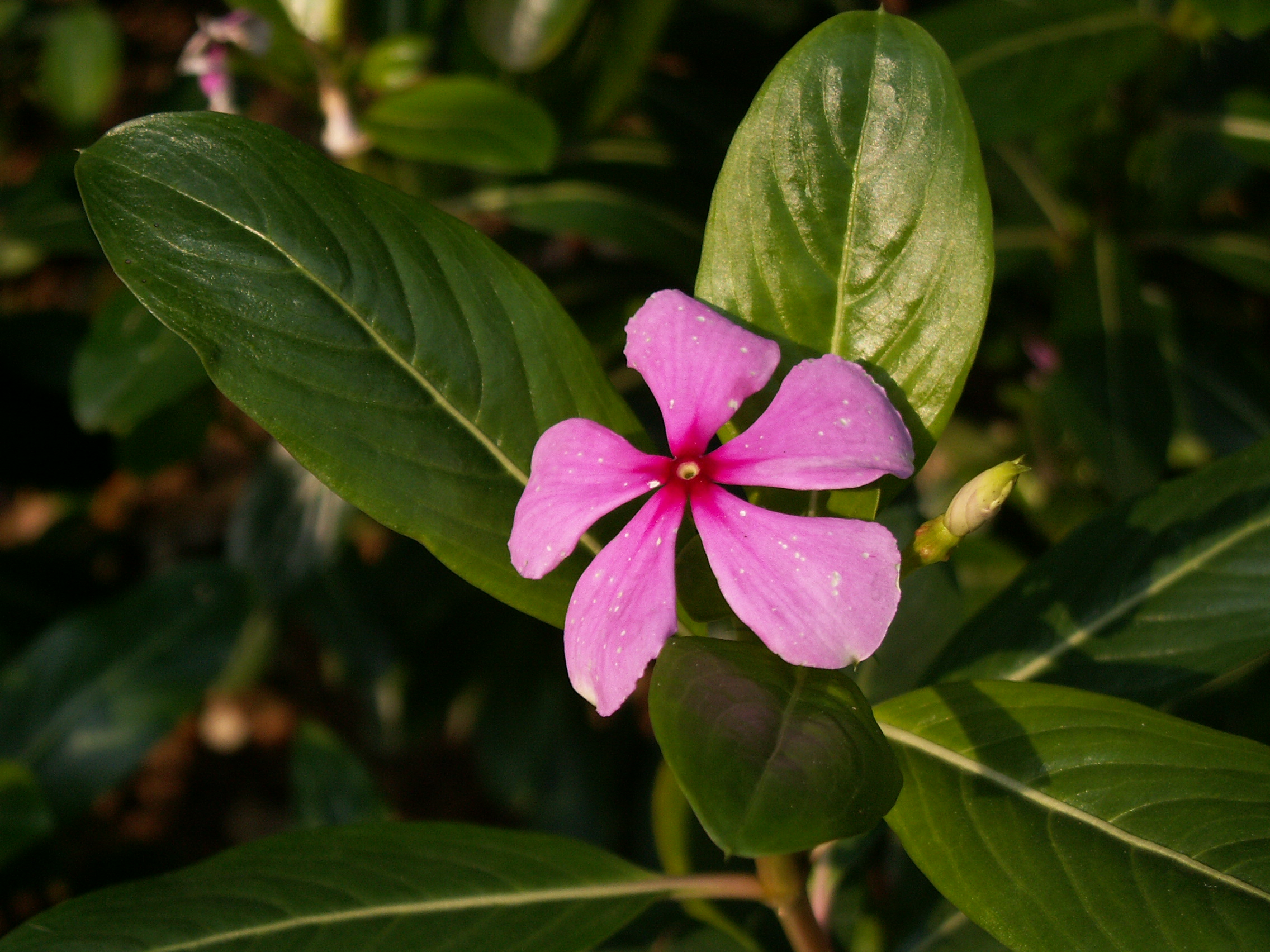
Gros plan sur une fleur de pervenche de Madagascar.

Le 27 mars, est émis un timbre de 4,50 FRF (0,69 €) sur une plante herbacée aux fleurs de cinq pétales roses, la pervenche de Madagascar (Catharanthus roseus). Deux fleurs et quelques feuilles sont représentées sur le timbre entourées d'un cadre vert.
René Mettler est le dessinateur du timbre qui est imprimé en offset en feuille de quarante.
6,8 millions de timbres sont vendus jusqu'au retrait de la vente le 13 octobre 2000.

## Avril

### Camille Claudel,La Valse
Le 10 avril, est émis un timbre artistique de 6,70 FRF (1,02 €) présentant sur un fond jaune orangé une sculpture en bronze de Camille Claudel, intitulée La valse. Un couple danse ; la photographie présente la cavalière de dos.
La photographie de la sculpture est mise en page par Aurélie Baras. Le timbre est imprimé en héliogravure en feuille de trente exemplaires.
Environ 4,5 millions de timbres sont vendus jusqu'au retrait du 12 janvier 2001.

### Félicitations
Le 10 avril, est émis un timbre à message de 3 FRF (0,46 €) mêlant de nombreuses couleurs pour annoncer des « Félicitations » au destinataire d'une lettre.
Le timbre est dessiné par l'agence Dragon Rouge pour une impression en héliogravure en feuille de cinquante unités.
Le timbre est retiré de la vente le 7 mai 2004 (durée de vente de 4 ans et un mois correspondant à la définition de « timbre semi-permanent »).

### Saint-Guilhem-le-Désert - Hérault
Le 10 avril, est émis un timbre touristique de 3 FRF (0,46 €) sur le village de Saint-Guilhem-le-Désert dans l'Hérault, situé dans les gorges du éponyme. La vue dessinée sur le timbre met en valeur le relief contre lequel et au pied duquel a été bâti le village et l'abbaye de Gellone.
Le timbre est dessiné et gravé par Ève Luquet pour une impression en taille-douce en feuille de quarante.
Le retrait a lieu le 10 novembre 2000 après la vente d'environ 9,7 millions de timbres.

### Le Siècle au fil du timbre: sport
Le 17 avril, est émis le premier des six blocs de la série Le Siècle au fil du timbre qui timbrifie tous les six mois jusqu'en 2002 des évènements, objets et personnalités du XXe siècle qui ont marqué les clients de La Poste. Ceux-ci ont renvoyé, pour cinq des six blocs, un questionnaire où ils devaient choisir cinq réponses parmi une liste de vingt-cinq propositions. Le premier bloc compte dix timbres de 3 FRF (0,46 €) de cinq types différents honorant une équipe et quatre sportifs : le boxeur Marcel Cerdan, le skieur Jean-Claude Killy, l'athlète Carl Lewis et l'aviateur Charles Lindbergh (avec le Spirit of Saint Louis en arrière-plan) ;  l'équipe de France de football est choisie pour avoir remporté sa première coupe du monde en 1998 (représentation du trophée tenu à bout de bras).
Les timbres sont disposés en une bande de cinq différents en bas du bloc et cinq exemplaires répartis sur le feuillet illustré de photographies de l'équipe de France, de Killy et de Lindbergh. Cette mise en page visait à convaincre le public non collectionneur à se procurer le bloc puisque les cinq timbres de la bande inférieure sont aisément découpables sans gêner la beauté du bloc.
En dehors des timbres aux effigies de l'empereur Napoléon III et du maréchal Philippe Pétain, les timbres « Jean-Claude Killy » et « Carl Lewis » sont les seuls timbres émis par la République française à représenter une personnalité encore vivante.
Les photographies sont travaillées et mises en page par Claude Andréotto. Le bloc est imprimé en héliogravure.
Retiré le 12 décembre 2003, il s'est vendu à environ 5,9 millions d'exemplaires, soit 59 millions de timbres individuels.

## Mai

### Collection Jeunesse: voitures anciennes
Le 9 mai, dans le cadre de l'émission annuelle Collection Jeunesse créée en 1999, est émis un bloc-feuillet de dix timbres représentant des voitures anciennes. Cinq timbres ont une valeur d'un franc (0,15 €) : la Bugatti Type 35, la Citroën Traction, l'Hispano-Suiza K6, la Renault 4CV et la Simca Chambord. Les cinq autres sont à deux francs (0,30 €) : la Cadillac 62, la Citroën DS 19, la Ferrari 250 GTO, la Peugeot 203 et la Volkswagen Coccinelle. En constituant un affranchissement à deux timbres, le jeune collectionneur peut expédier une lettre simple pour la France ou l'Europe occidentale.
Les photographies sont colorisées et mises en page par l'agence Desdoigts. Le bloc de dix timbres est imprimé en héliogravure.
La manifestation premier jour a lieu pendant l'exposition Philexjeunes 2000 à Annecy, du 5 au 8 mai.
Environ 3,065 millions de blocs sont vendus jusqu'au retrait le 12 octobre 2001, soit 30,65 millions de timbres individuels.

### Europa 2000
Le 9 mai, dans le cadre de l'émission Europa, est émis un timbre de 3 FRF (0,46 €) représentant l'illustration commune choisie pour figurer sur chacun des 56 timbres émis par les membres de PostEurop. Le dessinateur a ainsi décrit son œuvre : « d'une terre riche, saine (vert) et sur un fond de ciel bleu (sérénité) couleur du drapeau européen, monte une colonne d'étoiles [toutes différentes] (...). Sur une ombre dessinant le E d'Europe, viennent des quatre points cardinaux des enfants symbolisant l'avenir (...), apportant les étoiles futures. »
Le timbre est signé Jean-Paul Cousin et est imprimé en héliogravure en feuille de quarante exemplaires.
Environ 9 millions de timbres ont été vendus.

### Henry Louis Duhamel du Monceau 1700-1782
Le 15 mai, est émis un timbre de 4,50 FRF (0,69 €) pour le tricentenaire de la naissance d'Henri Louis Duhamel du Monceau, homme politique et scientifique du XVIIIe siècle. En plaçant son portrait à côté d'une forêt, l'illustration rappelle le rôle qu'il joua à partir des années 1730 en sylviculture, notamment au profit de la marine royale.
Le timbre est dessiné par Jean-Paul Véret-Lemarinier et gravé par Pierre Albuisson pour une impression en taille-douce en feuille de cinquante.
Le timbre est retiré le 8 décembre 2000 et s'est vendu à environ 5,3 millions d'unités.

### Nevers -73eCongrès de la FFAP

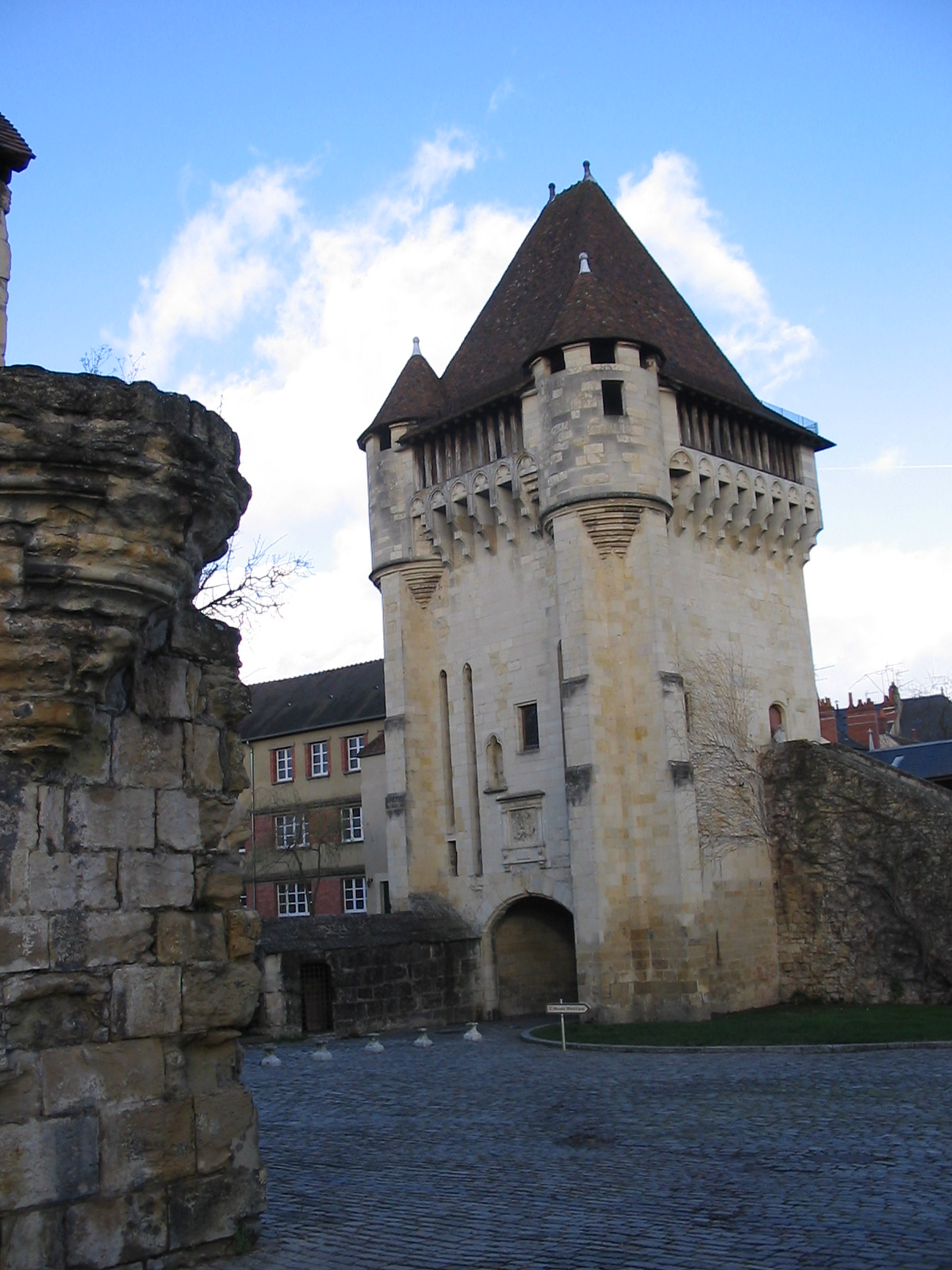
La porte du Croux.

Le 22 mai, est émis un timbre de 3 FRF (0,46 €) sur la ville de Nevers à l'occasion du 73e congrès de la Fédération française des associations philatéliques. Au premier plan, une carafe en faïence de Nevers (multicolore) est posée devant une représentation monocolore orange de la porte de Croux.
Le timbre est dessiné et gravé par Pierre Albuisson et est imprimé en taille-douce en feuille de quarante.
Il est retiré de la vente le 8 décembre 2000 et a été vendu à environ 9,4 millions d'exemplaires.

## Juin

### 1950 Conquête de l'Annapurna: premier 8000
Le 5 juin, est émis un timbre commémoratif de 3 FRF (0,46 €) pour le cinquantenaire de la première ascension d'un mont de plus de 8 000 mètres. Une expédition française menée par Maurice Herzog et Louis Lachenal atteint, le 3 juin 1950, le sommet de l'Annapurna, dans l'Himalaya. Quatre alpinistes coloriés en jaune marchent au bas d'une montagne.
L'illustration dessinée par Jean-Paul Cousin est gravée par André Lavergne. Le timbre est imprimé en taille-douce en feuille de cinquante.
La manifestation premier jour a lieu les 3 et 4 juin à Chamonix. Louis Arquer dessine le timbre à date représentant du matériel d'alpinisme : sac à dos, cordes, piolet et chaussures.
Le retrait a lieu le 8 décembre et le timbre s'est vendu à environ 9,4 millions d'exemplaires.

### Bonnes vacances
Le 5 juin, est émis un timbre de 3 FRF (0,46 €) pour souhaiter de « bonnes vacances ».
Le timbre est dessiné par l'agence Dragon Rouge pour une impression en héliogravure en feuille de cinquante unités.
La manifestation premier jour a lieu du 1er au 4 juin à Paris, pendant une manifestation philatélique au Carré Marigny, près de l'avenue des Champs-Élysées. Un vacancier endormi dans un hamac sur une plage est le sujet du cachet premier jour.
Environ 9,43 millions de timbres sont écoulés avant le retrait de la vente.

### Abbaye d'Ottmarsheim - Haut-Rhin

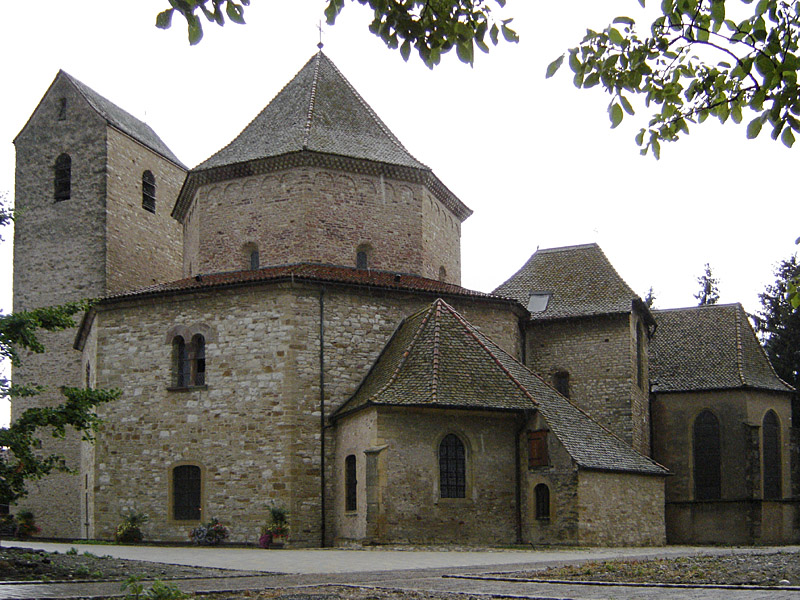
L'abbaye vue dans une perspective proche de celle du timbre.

Le 19 juin, est émis un timbre de 3 FRF (0,46 €) sur l'abbaye d'Ottmarsheim, en Alsace, réplique de la chapelle palatine d'Aix-la-Chapelle. Si la plus grande partie de l'illustration est une vue extérieure de l'abbaye, le plan octogonal est mis en valeur ainsi qu'une coupe de la voûte.
Le timbre est dessiné et gravé par Claude Andréotto pour une impression en taille-douce en feuille de cinquante.
Les 17 et 18 juin, est organisée la manifestation premier jour à Ottmarsheim.
Le retrait de la vente a lieu le 9 février 2001 et environ 9,6 millions de timbres ont été vendus.

### Nature de France: regards sur la nature
Le 19 juin, dans le cadre de l'émission annuelle Nature de France, sont émis quatre timbres et un bloc les reprenant. Trois des timbres représentent des animaux coupés en deux, et que la juxtaposition de deux timbres permet de reconstituer : un papillon sardanapale sur le 2,70 FRF (0,41 €), et sur les deux timbres de 3 FRF (0,46 €), une girafe réticulée (Giraffa camelopardalis) au cou dépassant du cadre et un allosaure (Allosaurus) dont la queue est coupée en deux. Le 4,50 FRF (0,69 €) est consacré à une fleur, une tulipa lutea.
Les timbres et l'illustration du bloc (un arbre phylogénétique simplifié) sont signés Christian Broutin. Ils sont imprimés en héliogravure en feuille de quarante et un bloc de quatre de chacun des timbres.
La manifestation premier jour a lieu les 17 et 18 juin devant la Grande galerie de l'évolution du Muséum national d'histoire naturelle, à Paris. Un cachet sans mention « premier jour » est également disponible les mêmes jours à Quincey. En tout, à Paris, cinq cachets ont été dessinés : quatre sur chacun des animaux représentés sur les timbres et un sur le Muséum national d'histoire naturelle.
L'émission est retirée de la vente le 9 mars 2001. Le « papillon sardanapale » est le timbre le plus vendu avec environ 19,7 millions d'exemplaires, suivi par la « girafe réticulée » (11,1 millions), l'« allosaure » (10,85 millions) et la « tulipa lutea » (6,7 millions). Environ 1,7 million de blocs sont écoulés. En tout, environ 55,15 millions de timbres individuels de cette série ont trouvé preneur.

### Antoine de Saint-Exupéry 1900-1944
Le 26 juin, est émis un timbre de 3 FRF (0,46 €) pour le centenaire de la naissance de l'aviateur et écrivain Antoine de Saint-Exupéry, représenté en tenue d'aviateur au-dessus d'un de ses avions représenté en vol. Le côté gauche du timbre est progressivement plongé dans un jaune qui efface progressivement le visage de l'écrivain.
L'illustration est signé Jame's Prunier. Le timbre est imprimé en héliogravure en feuille de cinquante exemplaires.
Le timbre à date premier jour représente Saint-Exupéry en costume de ville. Il est disponible du 25 au 28 juin à Lyon, et sans la mention « premier jour » à Saint-Maurice-de-Rémens où l'écrivain passa plusieurs vacances enfant, et à Agay, lieu-dit de la commune de Saint-Raphaël) au large duquel a disparu l'aviateur.
Environ 11,9 millions de timbres sont vendus avant le retrait du 9 février 2001.
Cette émission a lieu après celle en 1998 d'un bloc sur le Petit Prince, œuvre écrite et illustrée par Saint-Exupéry.

## Juillet

### Le Train jaune - Cerdagne

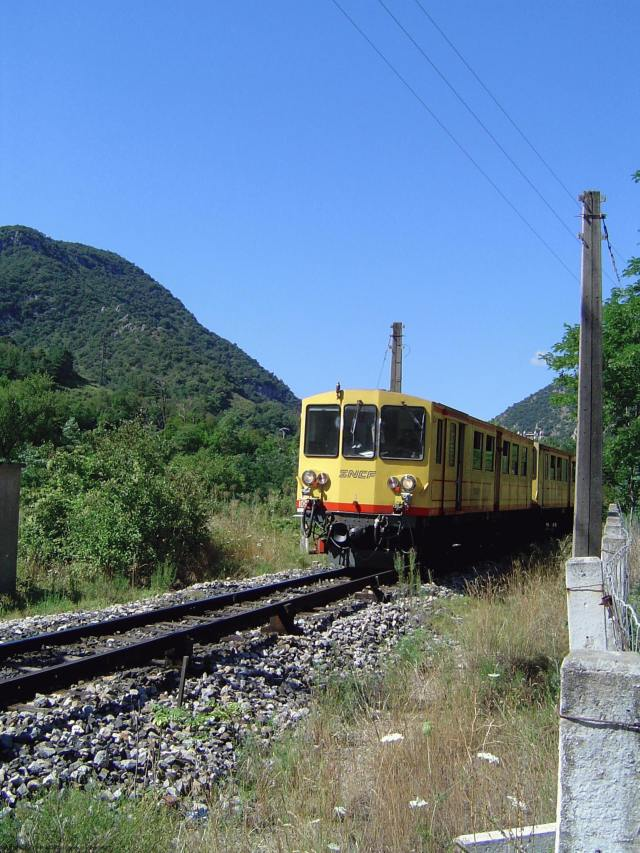
Une Z100 comme celle qui illustre une des deux images du timbre.

Le 17 juillet, est émis un timbre de 3 FRF (0,46 €) sur « le train jaune », c'est-à-dire la ligne de Cerdagne. Ouverte en 1903, cette ligne de chemin de fer rallie Villefranche-de-Conflent et Latour-de-Carol, le long de la vallée de la Tête, dans les Pyrénées-Orientales. L'illustration est composée de deux photographies : une Z100 vue de face et un train complet passant sur le viaduc Séjourné.
Jean-Paul Cousin a mis en page le timbre imprimé en héliogravure en feuille de cinquante.
Environ 10 millions d'exemplaires sont vendus jusqu'au retrait du 9 février 2001.

## Août

### Folklores
Le 14 août, à l'occasion du 43e festival de Confolens, est émis un timbre de 4,50 FRF (0,69 €) sur les folklores, notamment musicaux. Dans un cadre vert et sur un fond rouge, parmi les lettres du mot « folklores » sont dessinés des personnages dansant, chantant en costumes traditionnels.
Le timbre est une création de Grafy'Studio et est imprimé en héliogravure en feuille de cinquante unités.
Il est retiré de la vente le 9 mars 2001 et environ 5,55 millions d'unités sont vendues.

## Septembre

### Jeux olympiques de Sydney
Le 11 septembre, est émis un diptyque pour annoncer les Jeux olympiques d'été de 2000 organisés du 15 septembre au 1er octobre à Sydney, en Australie. Les deux timbres de 3 FRF (0,46 €) portent les anneaux olympiques et le nom de la ville organisatrice. Pour l'illustration, des sportifs sont dessinés sur un fond de couleur de terre battue semblable à celui des pistes d'athlétisme. Les sportifs représentés sont sur le timbre de gauche : un cycliste sur piste, un combat d'escrime ; deux athlètes féminines qui se passent un relais au niveau de la dentelure séparant les deux timbres ; et sur le timbre de droite, un combat de judo et une sportive en train d'exécuter un plongeon. L'émission est également disponible en un bloc-feuillet de cinq diptyques avec une vignette reproduisant un portrait d'Henri Didon, père dominicain créateur de la devise olympique « Citius, Altius, Fortius » (Plus vite, plus haut, plus fort). Le bloc rappelle l'organisation de l'exposition philatélique Olymphilex 2000 à Sydney.
L'illustration est dessinée par Marc Taraskoff et est mise en page par Aurélie Baras pour un timbre imprimé en héliogravure en diptyque et en un bloc de cinq diptyques.
Diptyques et blocs sont retirés de la vente le 12 octobre 2001. Environ 10,4 millions de paires sont vendus et 2,5 millions de blocs, soit environ 45,8 millions de timbres individuels.

### Personnages célèbres: grands aventuriers français
Le 18 septembre, dans le cadre de l'émission annuelle Personnages célèbres, sont émis six timbres de 3 FRF et un carnet les reprenant en hommage à six « grands aventuriers français ». Une surtaxe de 0,60 FRF est ajoutée à la valeur faciale et reversée à la Croix-Rouge française. Les six aventuriers choisis sont : Norbert Casteret précurseur de la spéléologie moderne, l'océanographe Jacques-Yves Cousteau, Alexandra David-Néel première femme européenne à séjourner à Lhassa, le navigateur Éric Tabarly, le volcanologue Haroun Tazieff et l'explorateur des zones polaires Paul-Émile Victor.
Le dessin des portraits est signé Marc Taraskoff. Les timbres mis en page par Jean-Paul Cousin sont imprimés en héliogravure en feuille de cinquante et en un carnet de six timbres différents.
Timbres et carnets sont retirés de la vente le 13 avril 2001. Environ 885 000 séries et 768 270 carnets ont été vendus, soit environ 9,919 millions de timbres individuels.
Le carnet « Grands aventuriers français » est le dernier émis dans la série Personnages célèbres. En 2001, le carnet instauré en 1985 est remplacé par un bloc illustré reprenant les six timbres.

### Gaston Chaissac,Visage rouge
Le 25 septembre, est émis un timbre artistique de 6,70 FRF (1,02 €) reproduisant une œuvre de Gaston Chaissac (1910-1964) titrée Visage rouge.
La peinture est mis en page par Jean-Paul Cousin pour l'impression d'un timbre en héliogravure en feuille de trente unités.
Environ 3,14 millions de timbres sont vendus jusqu'au retrait du 13 avril 2001.

### Frère Alfred Stanke 1904-1975
Le 25 septembre, est émis un timbre de 4,40 FRF (0,67 €) en hommage au frère Alfred Stanke. Infirmier militaire allemand et franciscain, il aida les prisonniers résistants de la prison de Bourges, dont la façade de la cathédrale est représentée à l'arrière-plan du portrait de Stanke.
Le timbre est dessiné et gravé par Martin Mörck et est imprimé en taille-douce en feuille de cinquante exemplaires.
Environ 3,05 millions de timbres sont écoulés jusqu'au retrait du 13 avril 2001.

## Octobre

### Le Siècle au fil du timbre: société
Le 2 octobre, dans le cadre de la série Le Siècle au fil du timbre, est émis un bloc-feuillet de dix timbres de 3 FRF (0,46 €) rappelant cinq évènements ayant marqué la société pendant le XXe siècle. Pour ce deuxième bloc de la série ont été choisis par des clients de La Poste ayant renvoyé un bulletin-réponse : l'invention du lave-linge en 1901 pour la vie quotidienne, une scène de plage pour la création des congés payés pendant le Front populaire en 1936 pour le progrès social, le droit de vote des femmes en France en 1944 pour l'émancipation des femmes, la Déclaration universelle des droits de l'homme de 1948 (représentée par un graffiti sur un mur de briques) sur le thème de la démocratie, et le premier pas sur la Lune de Neil Armstrong, le 21 juillet 1969. Chacun de ces faits est représenté par deux timbres identiques. Cinq timbres différents sont posés en une bande horizontale en bas du bloc et les cinq autres sont disposés sur la partie illustrée du feuillet.
Les photographies sont mises en page par Claude Andréotto. Le bloc est imprimé en héliogravure.
Environ 5,42 millions de blocs sont vendus jusqu'au retrait de la vente le 12 décembre 2003.

### 2001 nouveau millénaire
Le 16 octobre, est émis un timbre de 3 FRF (0,46 €) annonçant le début du nouveau millénaire en 2001. Sur un fond bleu clair portant une photographie spatiale de la Terre, quatre sens (goût, ouïe, toucher, vue) sont représentés sous la forme de circuit imprimé.
Le timbre est créé par Florence Richard pour une impression en offset en feuille de cinquante.
Le timbre est retiré de la vente le 13 juin 2003.

### Mosaïque carolingienne - Germigny-des-Prés

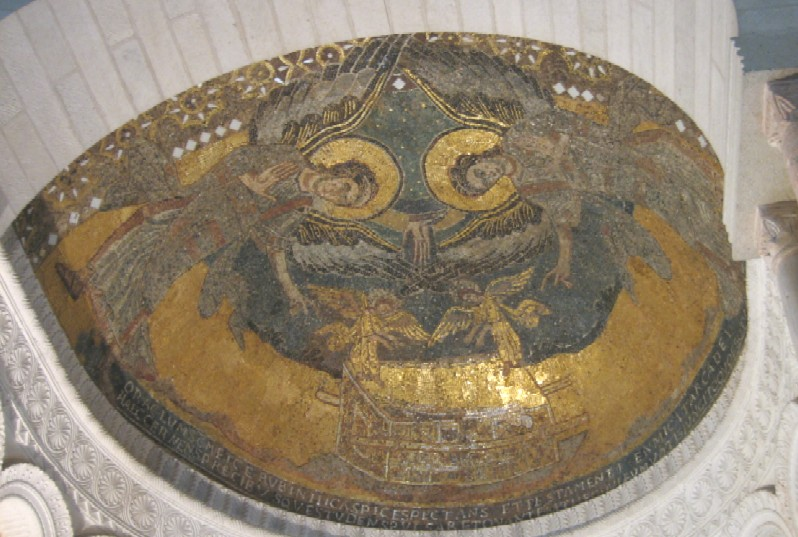
Photographie de la mosaïque de l'église de Germigny-des-Prés.

Le 23 octobre, est émis un timbre de 6,70 FRF (1,02 €) reproduisant une mosaïque de l'époque carolingienne se trouvant sur le cul de four de l'abside de l'église de Germigny-des-Prés. Sur le timbre est représenté un des deux anges entourant l'Arche d'alliance.
L'œuvre est mise en page par Aurélie Baras sur un timbre imprimé en héliogravure en feuille de trente exemplaires.
Vendu jusqu'au 14 septembre 2001, environ 4,93 millions de timbres sont vendus.

## Novembre

### Faucon crécerellette et Kiwi austral
Le 6 novembre, dans le cadre d'une émission conjointe avec la Nouvelle-Zélande, sont émis deux timbres sur deux espèces animales. Le 3 FRF (0,46 €) est consacré au kiwi austral (Apteryx australis), oiseau ratite et endémique de l'archipel néo-zélandais. Le 5,20 FRF (0,79 €), tarif de la lettre simple pour ce dernier pays, représente un faucon crécerellette (Falco naumanni) qui nidifie dans le sud de la France.
Les animaux sont dessinés par Christophe Drochon et les timbres mis en page par Aurélie Baras pour être imprimés en héliogravure en feuille de quarante exemplaires.
Les deux timbres sont retirés de la vente le 12 octobre 2001. Le « kiwi austral » s'est vendu à environ 9,3 millions d'exemplaires tandis qu'environ 3 millions de timbres « faucon crecerellette » ont trouvé preneur.

### Raymond Peynet,Le Kiosque des amoureux- Valence

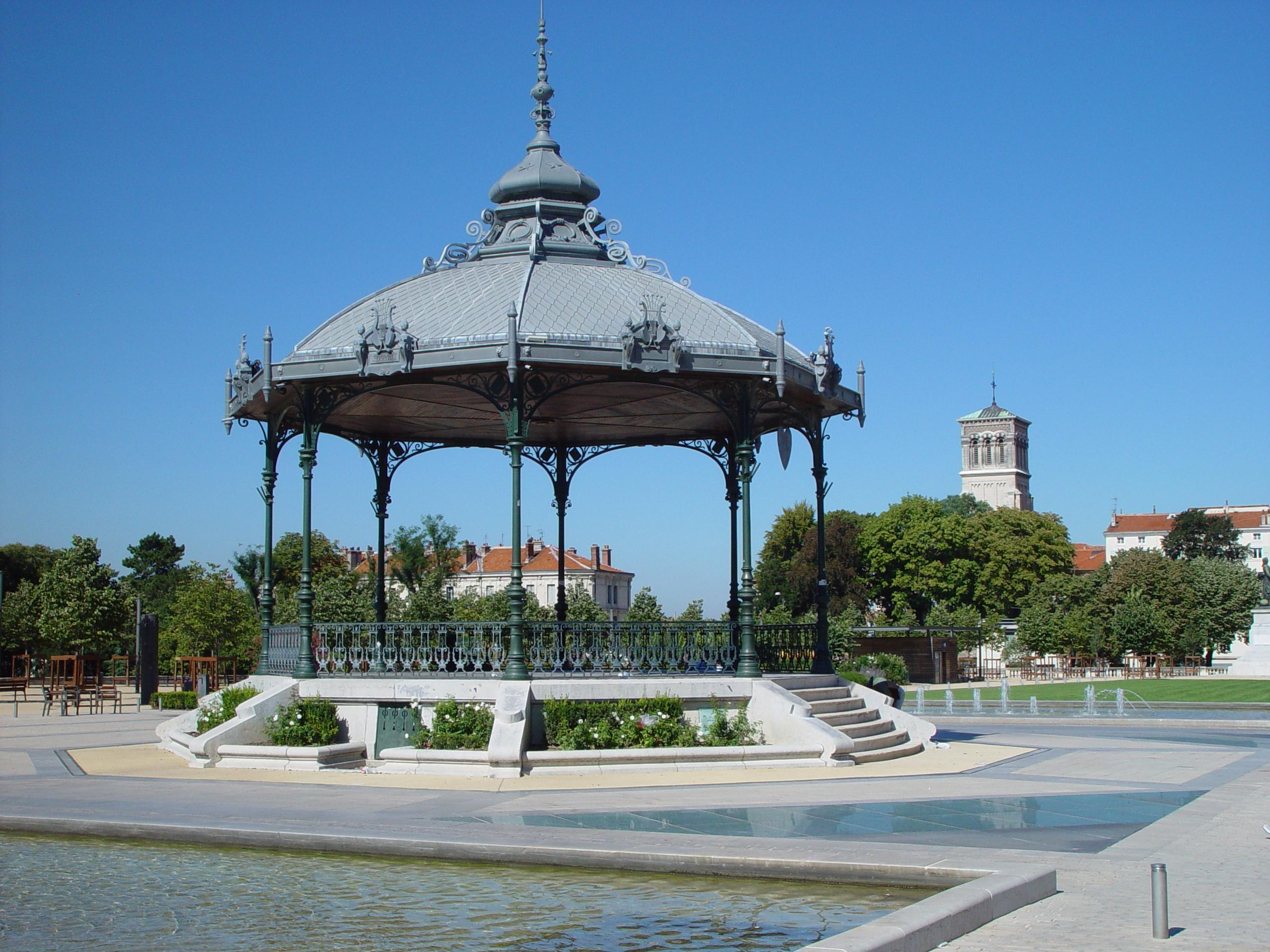
Le kiosque à musique de Valence, désormais nommé « Kiosque Peynet ».

Le 6 novembre, est émis un timbre de 3 FRF (0,46 €) illustré d'un dessin de Raymond Peynet, mort en janvier 1999. Il s'agit du dessin que Peynet réalisa en visitant le kiosque à musique de Valence, dans la Drôme. Ses deux personnages, dits des « amoureux », s'entraident : elle tient la partition de son compagnon jouant du violon.
L'œuvre de Peynet est mise en page par Charles Bridoux et gravée par René Quillivic. Le timbre est imprimé en taille-douce en feuille de trente exemplaires.
Le 8 juin 2001, le timbre est retiré de la vente après l'écoulement d'environ 12,87 millions d'exemplaires.

### Bonne année - Meilleurs vœux
Le 13 novembre, sont émis deux timbres de 3 FRF (0,46 €) pour souhaiter une « Bonne année » et de « Meilleurs vœux ». Le premier, à dominante rouge, est ponctué de flocons de neige et de feuilles de houx. Le second, à dominante verte, porte un globe terrestre vêtu d'un bonnet de Père Noël autour duquel sont visibles deux cadeaux et des étoiles.
Les timbres sont créés par l'agence Dragon Rouge pour une impression en héliogravure en feuille de cinquante unités.
Ils sont retirés de la vente le 8 mars 2002. Tous deux ont été vendus à environ 13,7 millions d'exemplaires chacun.

### Croix-Rouge
Le 13 novembre, est émis un timbre de 3 FRF plus 0,60 FRF de surtaxe au profit de la Croix-Rouge française sous la forme de feuille et d'un carnet de dix. L'illustration aborde le thème des cadeaux de Noël pour les enfants : une petite poupée aux commandes d'un avion en bois fait tomber du ciel des cadeaux. La couverture du carnet est décorée d'un train en bois dont la locomotive tire deux wagons de cadeaux.
Le dessin d'Henri Galeron est mis en page par André Lavergne. Le timbre est imprimé en héliogravure en feuille de trente et en un carnet de dix. Les timbres se distinguent par la dentelure : 13½ × 13 dents sur deux centimètres pour le timbre de feuille et 12½ × 13 pour celui de carnet.
Retirés de la vente le 8 juin 2001, environ 1,3 million de timbres de feuille sont vendus et 660 000 carnets, soit environ 7,9 millions de timbres individuels.

### 3emillénaire
Le 13 novembre, pour la promotion des timbres personnalisables de La Poste, est émis le premier bloc-feuillet de France de dix timbres de 3 FRF (0,46 €) se-tenant à une vignette personnalisable. Le timbre est illustré d'une carte multicolore du monde et d'une arobase sortant ou entrant d'une enveloppe intitulée « 3e millénaire ». Un bloc pré-personnalisé avec une vignette se-tenant aux timbres (trois arobases colorées sur un ciel bleu) est disponible. Pour un prix supérieur à la faciale, cette vignette peut être personnalisée par une image proposée par les clients.
Le timbre est signé Claude Andréotto. La version pré-personnalisée est imprimée en héliogravure. La version personnalisée est imprimée en offset.
Ce bloc en version personnalisable est disponible dès le 9 novembre sur le stand de La Poste au Salon philatélique d'automne de Paris. Neuf caméras (une pour des essais le 8, et huit caméras) sont utilisés et reconnaissables à un numéro imprimé en bas du bloc. Environ 20 000 feuillets sont vendus pendant le Salon. Ce dispositif est repris lors du Salon philatélique de printemps à Nancy et au Salon d'automne suivant, en 2001.
Par la suite, la vignette des blocs pré-personnalisés est changée pour la Cérès, logotype du Service national des timbres-poste, ou de celui du service « Les timbres personnalisés ».
Ce bloc est resté disponible jusqu'au 11 juin 2004.

## Décembre

### Métallurgie 1900-2000
Le 11 décembre, est émis un timbre de 4,50 FRF (0,69 €) pour célébrer cent ans de métallurgie en France en représentant sur fond bleu la Tour Eiffel et sur fond rouge du lanceur européen Ariane 5.
Le timbre est dessiné par Jean-Paul Cousin et gravé par André Lavergne. Il est imprimé en taille-douce en feuille de cinquante exemplaires.
Le timbre est retiré le 8 mars 2002 et a été vendu à environ 4,05 millions d'exemplaires.

### Sources
- Catalogue de cotations des timbres de France, éd. Dallay, 2005-2006, pages 464-469 : artistes, dates d'émission et de retrait, ventes.
- La Presse philatélique française notamment leurs pages « Nouveautés » pour juin 2000 : manifestations premier jour.